# Лахорська фортеця
Лахорська фортеця (західнопенджаб. شاہی قلعہ, трансліт. Śā'ī Qilā; урду شاہی قلعہ, трансліт. Śāhī Qil'ā; досл. «Королівська фортеця») — цитадель у внутрішній частині Лахора в Пенджабі (Пакистан). Розташована в північній частині Внутрішнього міста і займає площу понад 20 гектарів (49 акрів). Містить 21 пам'ятку, деякі з них датовано епохою імператора Акбара. Фортеця відомий тим, що її майже повністю перебудували в XVII столітті, коли імперія Великих Моголів перебувала на вершині свого блиску та розкоші.
Попри те, що терирорія фортеці була заселеною тисячоліттями, перша згадка про укріплену споруду на цьому місці стосується форту з глиняної цегли XI століття. Фундамент сучасної Лахорської фортеці датовано 1566 роком, часом правління імператора Акбара, який подарував фортеці синкретичний архітектурний стиль, що включає як ісламські, так і індуїстські мотиви. Добудови, яким характерний розкішний мармур з інкрустованими перськими квітковими візерунками, належать до періоду Шах-Джахана, тоді як грандіозну та знакову браму Аламгірі, яка стоїть перед знаменитою мечеттю Бадшахі, побудував Аурангзеб, останній із великих імператорів моголів.
Після падіння імперії Великих Моголів використовувалася як резиденція імператора Ранджит Сінґха, засновника імперії сикхів. Сикхи зробили кілька прибудов до фортеці. Після анексії Пенджабу та перемоги над сикхами в битві при Гуджраті в лютому 1849 року, перейшла під контроль Ост-Індійської компанії.
1981 року Лахорську фортецю внесено до списку Світової спадщини ЮНЕСКО за її «видатну добірку» пам'яток Великих Моголів, датованих епохою, коли імперія перебувала в художньому та естетичному зеніті.

## Розташування
Фортеця розташована у північній частині старого міста Лахор, оточеного муром. Її ворота Аламгірі є частиною ансамблю будівель, які разом із мечеттю Бадшахі, воротами Рошнай і самадгі Ранджита Сінґха утворюють квадрангл навколо Газурі Баг. До північної межі фортеці прилягають Мінар-е-Пакистан і парк Ікбала.

## Історія

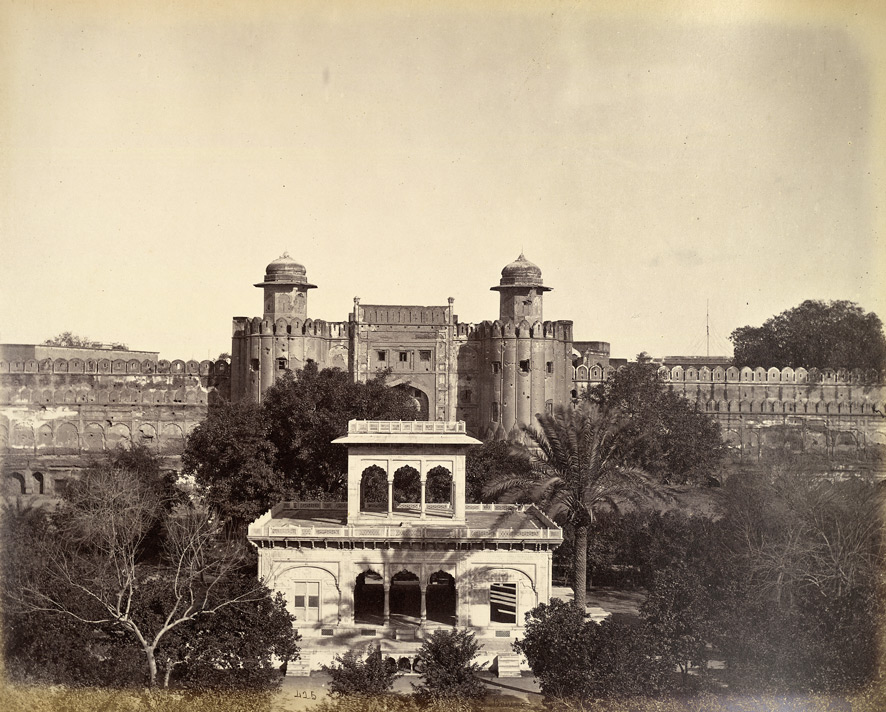
Зображення Лахорської фортеці (ворота Аламгірі на задньому плані) і павільйону Газурі Баг (на передньому плані) 1870 року.

### Рання історія
Хоча відомо, що це місце було заселене протягом тисячоліть, походження Лахорської фортеці неясне і традиційно ґрунтується на різних міфах.

### Делійський султанат
Перша історична згадка про фортецю на цьому місці відноситься до XI століття, часу правління Махмуда Газневі. Фортецю, зведену з глини, зруйнували 1241 року монголи, які вторглися в Лахор. Нову фортецю побудував 1267 року на цьому місці султан Балбан із династії Мамлюків Делійського султанату. Відбудовану фортецю зруйнували 1398 року війська Тимура, а потім, 1421 року, відновив Мубарак Шах Саїд. У 1430-х роках фортецю окупував шейх Алі з Кабула. Пізніше вона залишалася під контролем династії Лоді, поки 1526 року Лахор не захопив імператор Моголів Бабур.

### Епоха Моголів

#### Період Акбара

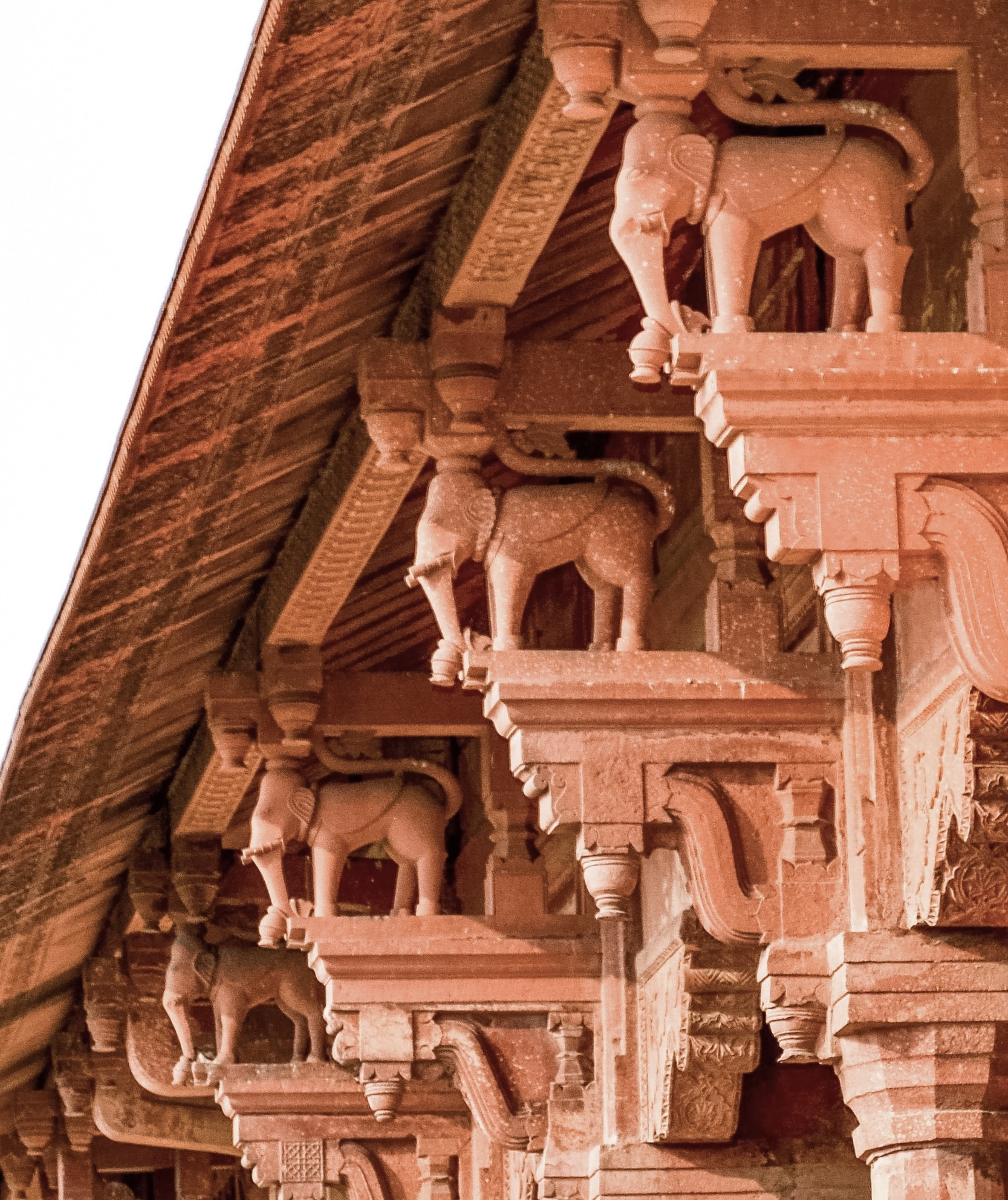
Використання кронштейнів колон у формі слона в будівлях Лахорської фортеці відбиває вплив індуїстських мотивів на архітектуру Великих Моголів під час правління Акбара.

Сучасний план і структура форту бере свій початок 1575 року, коли імператор Моголів Акбар зайняв це місце як пост для охорони північно-західного кордону імперії. Стратегічне розташування Лахора між територіями Великих Моголів і фортецями Кабул, Мултан і Кашмір спонукало демонтувати стару глинобитну фортецю та звести укріплення із суцільної цегляної кладки. З часом побудовано високі палаци разом із пишними садами. Відомі споруди періоду Акбара: Дулат Хана-е-Хас-о-Ам, Джарока-е-Даршан і ворота Акбарі. Багато споруд Акбара змінили або й замінили наступні правителі.

#### Період Джаханґіра

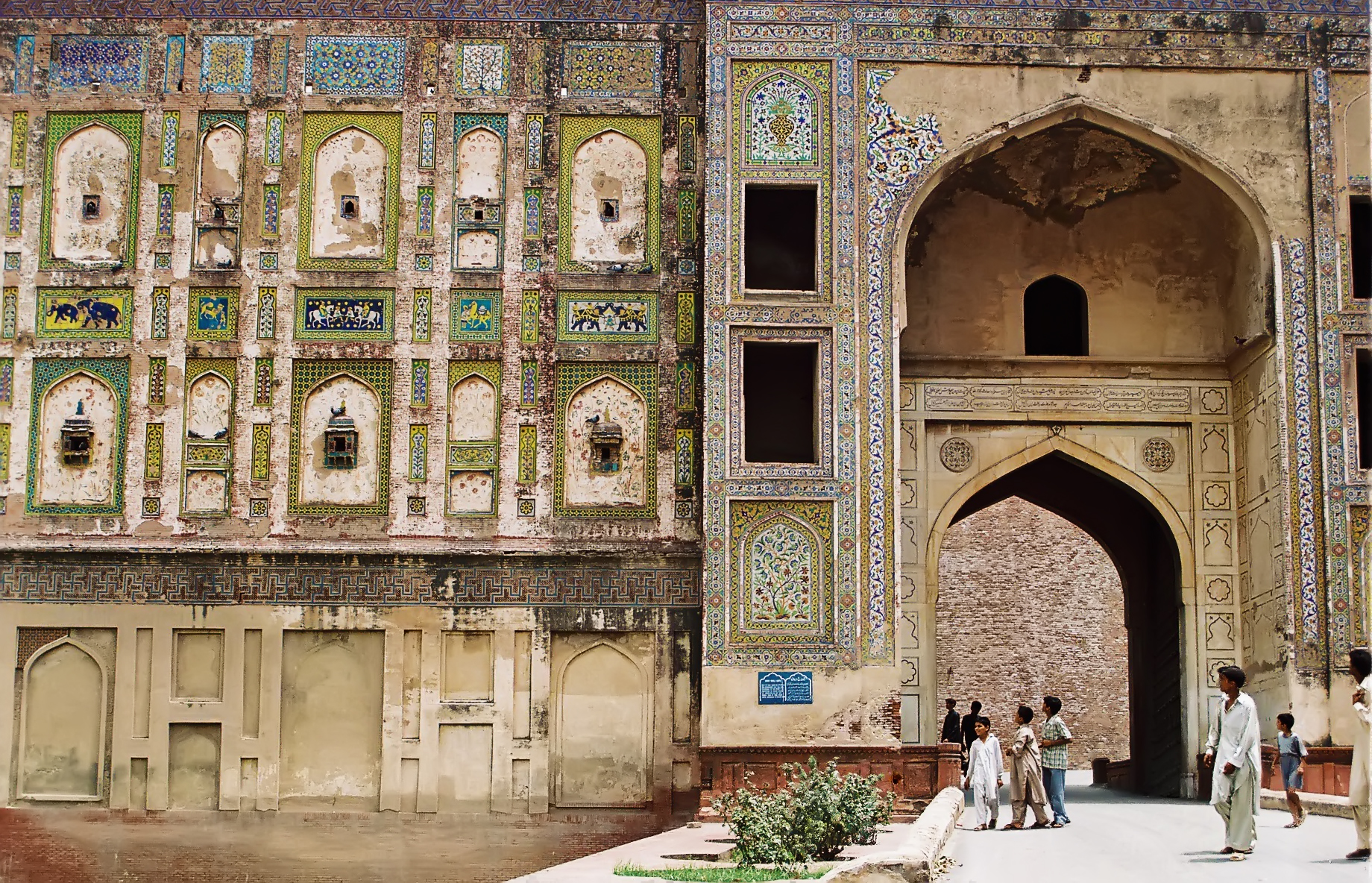
Величезний стінний малюнок фортеці, датаваний періодом Джаханґіра.

Імператор Джаханґір уперше згадує про свої зміни у фортеці 1612 року, коли описує Мактаб Хану. Він також додав павільйон Кала Бурж, на склепінчастій стелі якого зображено ангелів у європейському стилі. Британські відвідувачі форту звернули увагу на християнську іконографію періоду Джаханґіра із зображеннями Мадонни та Ісуса, знайденими в комплексі фортеці. 1606 року у фортеці був ув'язнений перед смертю гуру сикхів Арджун.
Джаханґір подарував величезну Картинну стіну, 1 450 футів (440 м) на 50 футів (15 м), вишукано прикрашену яскравим масивом глазурованої плитки, фаянсовою мозаїкою та фресками. На опорах великих аркових панелей під Хвабгахом Джаханґіра (імператорською спальнею) зображено аздахів або крилатих драконів із давньоперської міфології, чашоносних ангелів, чапель, журавлів та інших птахів. Багато сцен ілюструють придворне життя правителів Великих Моголів, їхні змагання та розваги. На одній із найкращих панелей зображено чотирьох вершників, які грають у благородну гру Воган,[уточнити] нині відому як поло. Найвидатнішими є ті, що стосуються боїв слонів, однієї з улюблених розваг при дворі Моголів.
Поруч із фортами східних стін побудовано мечеть Маріам Замані Бегум. Хоча мечеть, ймовірно, служила п'ятничною конгрегаційною мечеттю для членів королівського двору, Джаханґір її не фінансував, хоча, ймовірно, вона вимагала його схвалення. Фундамент цієї мечеті заклала1611 року імператриця Маріам-уз-Замані, а будівництво завершено на її честь за наказом її сина Джаханґіра.

#### Період Шах Джахан
Перший внесок у фортецю Шах Джахан зробив у рік його коронації, 1628, і продовжував це до 1645 року. Спочатку він наказав побудувати Диван-і-Аам у стилі Чегель Сотун — публічний зал для аудієнцій у перському стилі зі 40 колонами. Хоча будівництво Шах-Бурдж розпочалося за Джаханґіра, Шах Джахан був незадоволений його проєктом і призначив Асаф-хана контролювати реконструкцію. Шах-Бурдж Шаха Джахана утворює чотирикутник зі знаменитим Шиш-Махалом і павільйоном Наулакха. Обидва приписують Шаху Джахану, хоча павільйон Наулакха може бути пізнішим доповненням, можливо, з епохи сикхів. Білу мармурову Моті Масджид, або Перлова мечеть, також датують періодом Шаха Джахана.

#### Період Аурангзеба

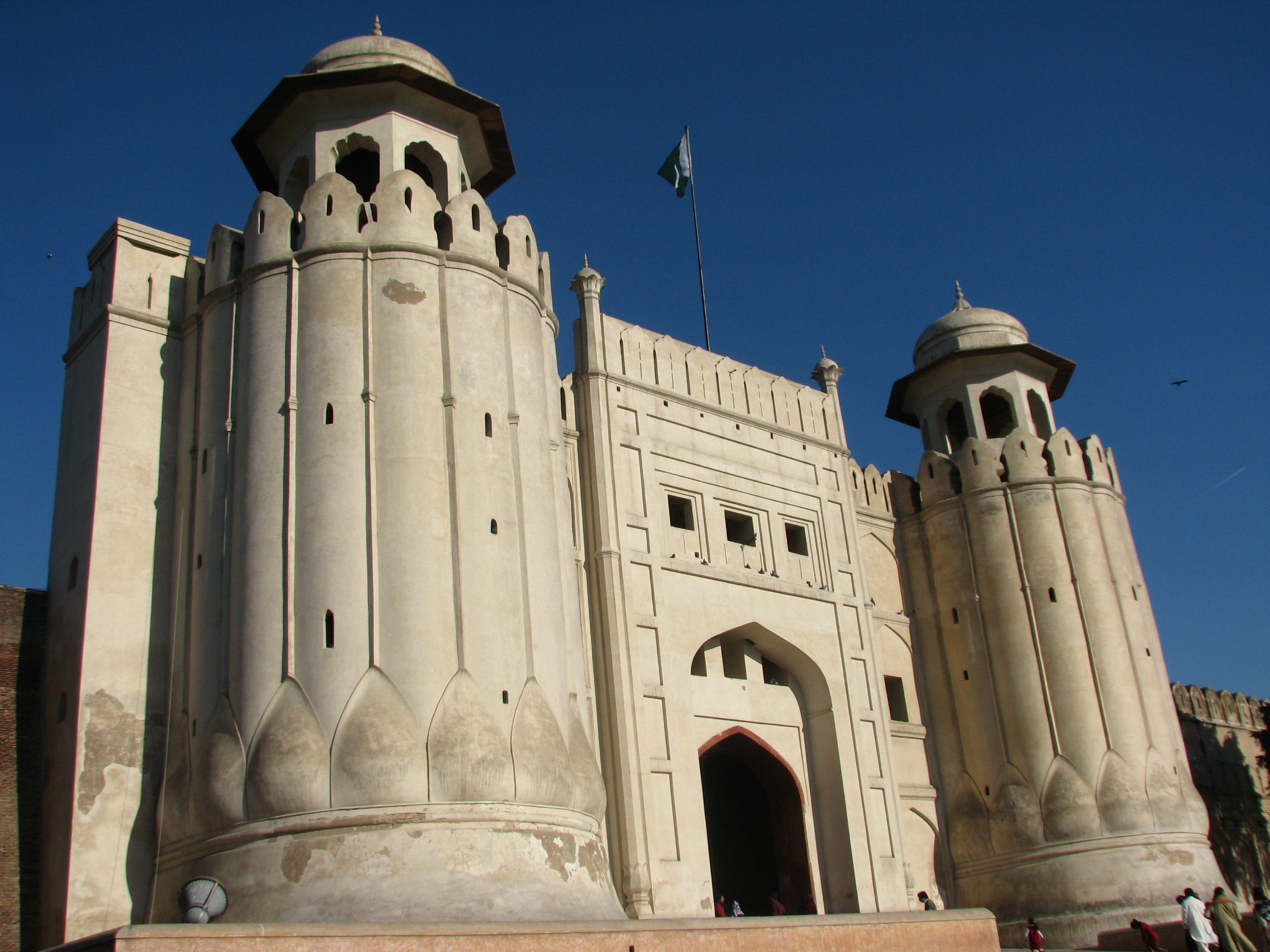
Знакову браму Аламгірі побудовано під час правління імператора Аурангзеба

Імператор Аурангзеб побудував браму Аламгірі, чиї напівкруглі вежі та куполоподібні павільйони є загальновизнаним символом Лахора, який колись було зображено на пакистанських грошах.

### Епоха сикхів
Від Моголів фортеця перейшла до афганських дуррані, від яких, у свою чергу, ненадовго — до маратхів, перш ніж її знову захопили дуррані. Потім фортецю захопив Бхангі Місаль — один із 12 сикхських місалів Пенджабу, які правили Лахором від 1767 до 1799 року.

#### Період Ранджит Сінґха

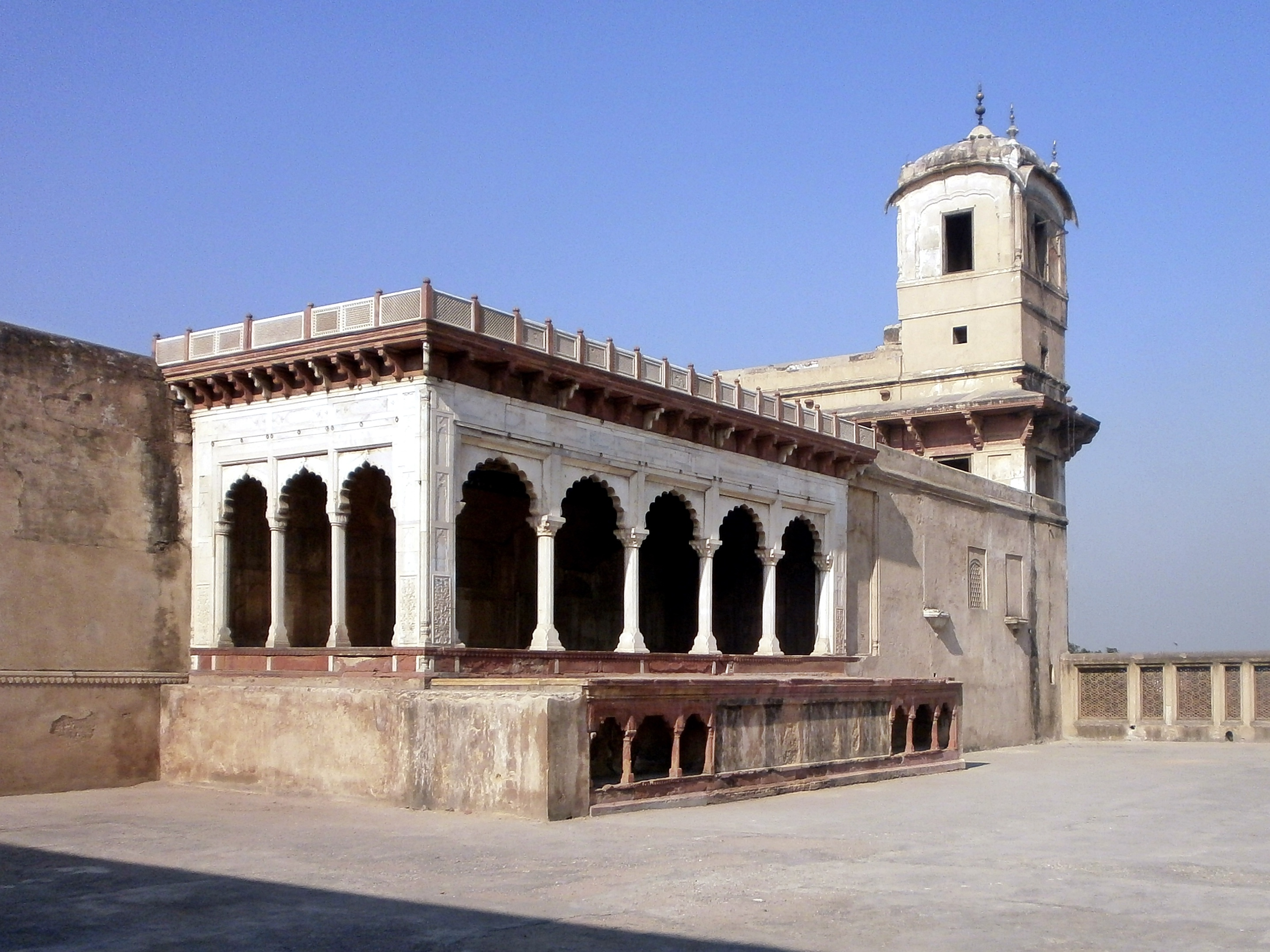
Ат Дара, побудований під час правління махараджі Ранджит Сінґха, використовувався як його двір

Фортеця впала перед армією Ранджита Сінґха, яка відбила Лахор у Бхангі Місалю 1799 року. Під час окупації сикхи зробили у форті багато доповнень та перепрофілювали його частини. Під час правління сикхів, на честь захоплення махараджею алмазу Кох-і-Нур, побудовано знаменитий сад Газурі Баг і його центральний барадарі. Ранджит Сінґх використовував Літній палац фортеці як власну резиденцію, тоді як мечеть Моті використовували, як ґурдвару під назвою Моті-мандір, а пізніше — як королівську скарбницю. В цей період до фортеці додано павільйон Сехдарі («Тридверний» павільйон), а також Атдара («Восьмидверний» павільйон). Також під час правління сикхіву фортеці побудовано храми Нааг і Лог, а гавелі Май Джиндан значно змінено. Також додано гавелі Кхарака Сінґха. В цей період побудовано північну зовнішню стіну фортеці, паралельну картинній стіні.
Диван-і-Аам зруйновано 1841 року, коли син Ранджит Сінґха Шер Сінґх бомбардував фортецю у боротьбі проти Чанда Каура. Махарані Датар Каур дружина махараджі Ранджит Сінґха, народила у фортеці його старшого сина і наступника Кхарак Сінґха. 1838 року у фортеці, в Май Джіндан Гавелі, народився молодший син Ранджит Сінґха, махараджа Дуліп Сінґх. 1847 року Дуліп Сінґх підписав Бгіровальський договір, який фактично поклав кінець імперії сикхів. Фортеця й місто залишалися під контролем сім'ї Ранджит Сінґха до падіння імперії сикхів у 1849 році.

### Сучасність

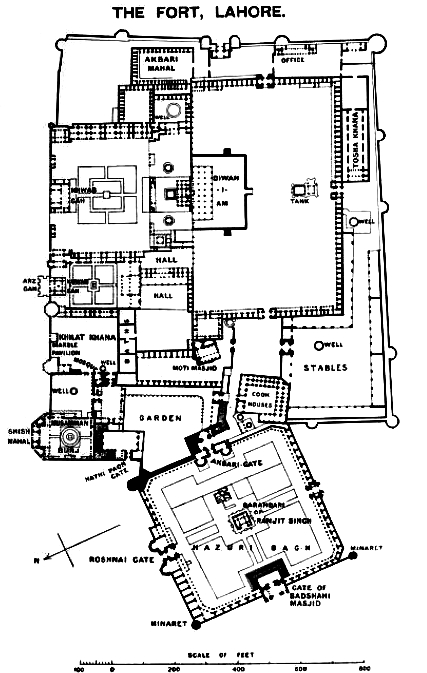
План Лахорської фортеці 1911 року

Після завоювання Лахора фортецю зайняли британці та зробили кілька змін, передусім з метою переобладнання наявних будівель для колоніального використання, зокрема, як лікарні та казарми для британських військових. Під час розкопок 1959 року перед Діван-і-Амом виявлено золоту монету, датовану 1025 роком нашої ери, що належала Махмуду Газневі. Її знайдено на глибині 25 футів (7,6 м). Серед інших домогольських предметів, знайдених під час розкопок, були теракота із зображенням богині-матері, коней, биків та інших фігур індуїстського походження. 1981 року фортецю разом із садом Великих Моголів у Шалімарі включено до списку Світової спадщини ЮНЕСКО.
У квітні 2007 року, під час укладання пошкодженої підлоги брами Акбарі, виявлено три шари підлоги фортеці, що належать до британського, сикхського та могольського періодів, побудовані з цегли, обпаленої цегли та гальки відповідно. Остання, побудована за часів Джахангіра чи Шах-Джахана, характерна для Моголів.

## Компонування

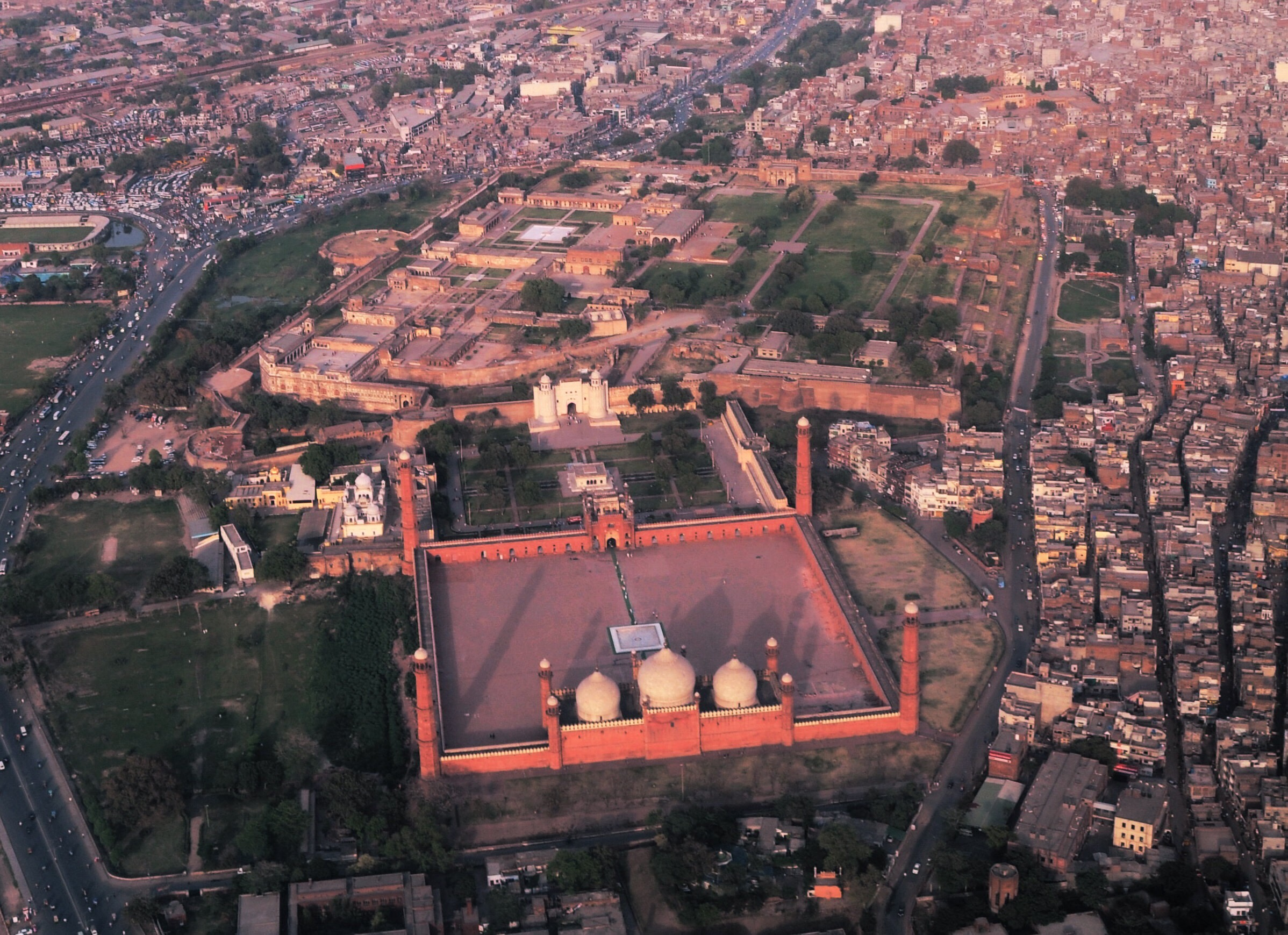
Вигляд Лахорської фортеці з боку Газурі-Баг з мечеті Бадшахі (на передньому плані).

Фортеця складається з двох частин: перша, адміністративна частина, яка добре з’єднана з головними входами та включає сади та Діван-е-Хас для королівських аудієнцій; друга, приватна та прихована житлова частина, розділена на двори на півночі та доступна через слонову браму. Він також містить Шиш Махал, просторі спальні та невеликі сади. Зовнішні стіни оздоблені синьою перською плиткою каші. Оригінальний вхід звернений до мечеті Мар'ям Замані, а більші ворота Аламгірі відкриваються до Газурі Баг через величну мечеть Бадшахі. Зооморфні пояси свідчать про вплив індуїстської архітектури.